# Murzuk
Murzuk este un oraș în Libia.

## Climă
| Date climatice pentru Murzuk   | Date climatice pentru Murzuk | Date climatice pentru Murzuk | Date climatice pentru Murzuk | Date climatice pentru Murzuk | Date climatice pentru Murzuk | Date climatice pentru Murzuk | Date climatice pentru Murzuk | Date climatice pentru Murzuk | Date climatice pentru Murzuk | Date climatice pentru Murzuk | Date climatice pentru Murzuk | Date climatice pentru Murzuk | Date climatice pentru Murzuk |
| Luna                           | Ian                          | Feb                          | Mar                          | Apr                          | Mai                          | Iun                          | Iul                          | Aug                          | Sep                          | Oct                          | Nov                          | Dec                          | Anual                        |
| ------------------------------ | ---------------------------- | ---------------------------- | ---------------------------- | ---------------------------- | ---------------------------- | ---------------------------- | ---------------------------- | ---------------------------- | ---------------------------- | ---------------------------- | ---------------------------- | ---------------------------- | ---------------------------- |
| Maxima medie °C (°F)           | 19.4 (66,9)                  | 23.3 (73,9)                  | 27.5 (81,5)                  | 33.1 (91,6)                  | 38.3 (100,9)                 | 41.5 (106,7)                 | 42.4 (108,3)                 | 41.3 (106,3)                 | 39.1 (102,4)                 | 33.5 (92,3)                  | 26.2 (79,2)                  | 20.0 (68)                    | 32,13 (89,84)                |
| Media zilnică °C (°F)          | 12.7 (54,9)                  | 15.8 (60,4)                  | 20.1 (68,2)                  | 25.5 (77,9)                  | 30.4 (86,7)                  | 33.7 (92,7)                  | 34.3 (93,7)                  | 33.4 (92,1)                  | 31.5 (88,7)                  | 26.4 (79,5)                  | 19.5 (67,1)                  | 13.4 (56,1)                  | 24,73 (76,51)                |
| Minima medie °C (°F)           | 5.9 (42,6)                   | 8.2 (46,8)                   | 12.7 (54,9)                  | 17.8 (64)                    | 22.4 (72,3)                  | 25.9 (78,6)                  | 26.3 (79,3)                  | 25.7 (78,3)                  | 23.9 (75)                    | 19.2 (66,6)                  | 12.8 (55)                    | 6.8 (44,2)                   | 17,3 (63,14)                 |
| Precipitații mm (inches)       | 1 (0.04)                     | 0 (0)                        | 1 (0.04)                     | 1 (0.04)                     | 1 (0.04)                     | 0 (0)                        | 0 (0)                        | 0 (0)                        | 0 (0)                        | 1 (0.04)                     | 1 (0.04)                     | 1 (0.04)                     | 7 (0,28)                     |
| Sursă: L'Ajjer, Sahara central |                              |                              |                              |                              |                              |                              |                              |                              |                              |                              |                              |                              |                              |